# 柴田紗希
柴田 紗希（しばた さき、1991年12月4日 - ）は、日本のモデル。愛知県一宮市出身。所属事務所はアソビシステム。愛称はしばさき。

## 出演

### テレビ番組
- Kawaii Asia（MBSテレビ・スペースシャワーTV）[1]
- ワンダフルニャンダフル（J:COM）[1]
- しばさきのちょびっとChuun（中京テレビ）[1]
- Kawaii JAPAN-da!!（MBSテレビ・スペースシャワーTV） - レギュラー出演

### ネット配信番組
- アソビじゃねんだよTV（AbemaTV）[1]
- AbemaTV navi（Abematv）[1]

### CM
- カルビー じゃがりこ令和バージョン